# Иван Дујчев
Иван Симеонов Дујчев (буг. Иван Симеонов Дуйчев;  Софија, 1. мај 1907 —  Софија, 24. априла 1986) био јеи бугарски историчар и палеограф уско специјализован за бугарску и византијску средњовековну историју.

## Биографија
Рођен је у Софији 1907. Године 1932. завршио је историју на Софијском универзитету „Климент Охридски“. Предавали су му проф. Васил Златарски, проф. Петар Мутафчијев, проф. Петар Ников и проф. Петар Бицили.
Од 1932. до 1936. био је на специјалистичким студијама у Италији. Године 1934. под менторством проф. Силвија Ђузепеа Меркатија израдио је и одбранио докторат на Римском универзитету на тему „Бугарски Асеновци у Византији“ (Българските Асеневци във Византия). У Ватиканској школи у Риму завршио је и курс палеографије и архивистике. У то време његов покровитељ и ментор био је префект Ватиканског архива кардинал Анђело Меркати. 
Касније је постао асисент па доцент за средњовековну бугарску историју на Софијском универзитету (1936-јануар 1945). По убеђењу је близак толстоизму и часопису „Препород“ (Възраждане). Након што је бугарска војска окупирала Македонију априла 1941, посетио је у више наврата ово подручје и упознао се са месним становништвом. Од 7. јула до 17. августа 1941. био је преводилац у италијанској командантури у Костуру, који се налазио под италијанском окупацијом. Због пружања заштите локалном становништву, кога су прогониле грчке власти, изазвао је незадовољство Италијана, те је на њихов захтев опозван. Његова књижица „Македонија у бугарској историји“ (Македония в българската история) објављена 1941, комунистичке власти у Бугарској уврстиле су у списак „фашистичких књига“, а самог Дујчева отпустиле са Универзитета. Због тога Дујчев је био неколико година принуђен да преживљава преводећи романе и научну литературу с француског језика.
Године 1945. због просветне и јавне делатности међу македонским становништвом за време рата грчке власти су га уврстиле у списак бугарских, италијанских и немачких војних и других лица, којима треба судити на процесу у Атини као ратним злочинцима. Дујчев је посебно оптужен за крађу и изношење грчких културних вредности из Грчке у Бугарску. Благодарећи, међутим, напорима адвоката Стојана Бојаџијева, који је био ангажован да брани сва бугарска војна и цивилна лица, оптужена на процесу, Дујчев је спасен. Наиме, пуштена је дезинформација о његовој смрти. Са своје стране Дујчев се на неколико месеци сакрио у једно село у околини Великог Трнова.
Године 1950. године Дујчев је постао виши научни сарадник у новооснованом Институту за бугарску историју (данас Институт за историју) при Бугарској академији наука.
Године 1981. изабран је за члана Бугарске академије наука. Учесник је међународних конгреса и конференција, члан Академије наука, књижевности и уметности у Палерму, дописни члан Британске академије у Лондону, члан Понтификалне академије за археологију у Риму, носилац Хердерове награде 1974. Његов научни опус обухвата више од 500 публикација. На српски су преведени његов чланак „Босански фрањевци у Бугарској до Ћипровачког устанка“ (Фрањевачки вјесник, 1938, 262-71) и студија „Минијатуре Манасијевог летописа“ (1965).
После смрти његова лична библиотека је поклоњена Софијском универзитету, а кућа у којој је живео је претворена у истраживачки центар.

## Занимљивости
- У бугарским академским круговима тврди се да је Иван Дујчев прави аутор книге  Четвероевангелието на цар Иван Александър (1980), која је издана под именом Људмиле Живкове[3]
- Изгледа да је име Иван Дујчев послужило као прототип за слику бугарског професора-медиевисте, описаног у роману Елизабете Костове „Историчар“ (2005).